# Sanchezia parvibracteata
Sanchezia parvibracteata là một loài thực vật có hoa trong họ Ô rô. Loài này được Sprague & Hutch. miêu tả khoa học đầu tiên năm 1908.